# ザック・ネト
- ザック・ネトー
- ザック・ネット

ザカリー・アダム・ネト（Zachary Adam Neto, 2001年1月31日 - ）は、アメリカ合衆国フロリダ州マイアミ出身のプロ野球選手（遊撃手）。右投右打。MLBのロサンゼルス・エンゼルス所属。

## 経歴

### プロ入り前
高校時代はMLBドラフトでは指名されず、キャンベル大学へ進学した。
大学では二刀流選手としてプレーした。初年度の2020年は新型コロナウイルスの感染拡大の影響によってリーグ戦が縮小されたため、野手としては3試合の出場、投手としては1試合の登板のみだった。
2年目の2021年は野手としては44試合に出場して打率.405、12本塁打、58打点、12盗塁を記録した。投手としては11試合（先発1試合）に登板して4勝0敗、防御率3.43、16奪三振を記録した。

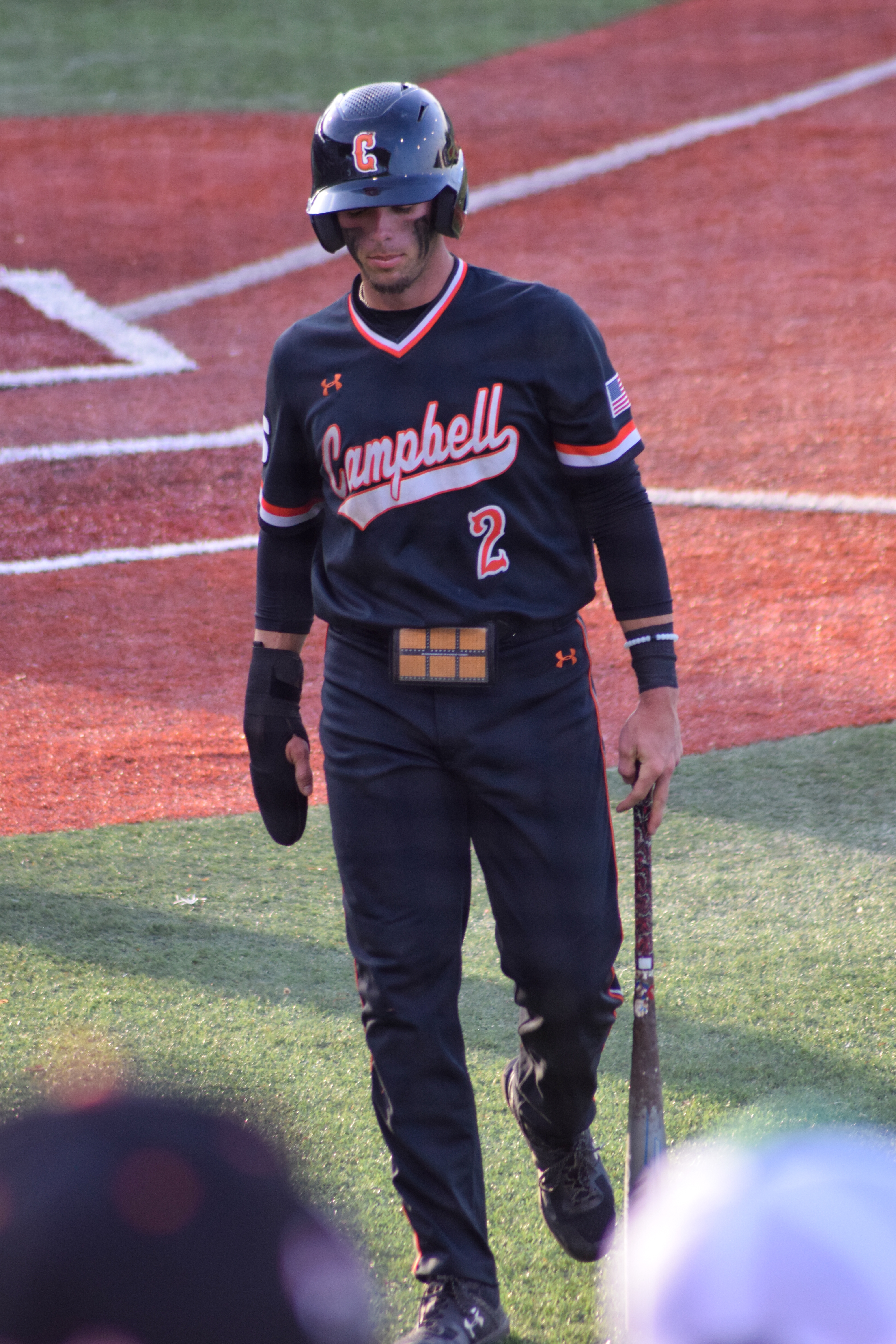
2022年5月10日

3年目の2022年は野手としては53試合に出場して打率.407、15本塁打、50打点、19盗塁を記録した。投手としては4試合に登板して1勝0敗3セーブ、防御率3.86、8奪三振を記録した。

### プロ入りとエンゼルス時代
2022年のMLBドラフト1巡目（全体13位）でロサンゼルス・エンゼルスから指名され、20日に契約を結んだ（契約金は約350万ドル）。契約後はA+級トリシティ・ダストデビルズとAA級ロケットシティ・トラッシュパンダズの2球団でプレーし、合計で37試合に出場して、打率.299、5本塁打、27打点、5盗塁を記録した。
2023年はAA級ロケットシティで開幕を迎え、4月15日にメジャー契約を結びアクティブ・ロースター入り。同日のボストン・レッドソックス戦で「8番・遊撃手」で先発出場し、2022年のMLBドラフトで指名された選手として最速でメジャーデビューを果たした。この試合では無安打だったが2日後の4月17日の第一打席にブライアン・ベロからメジャー初安打を放った。5月9日の対ヒューストン・アストロズ戦では3回裏にフランバー・バルデスからメジャー初本塁打を放った。6月14日の試合前のウォーミングアップ中に足がつったような感覚を訴え、翌日に腹斜筋の負傷で故障者リスト入りしたが、7月15日に復帰している。8月4日にも腰の炎症で故障者リスト入りしたが、9月10日に復帰している。この年は84試合に出場し、打率.225、9本塁打、34打点を記録した。
2024年は155試合に出場して打率.249、23本塁打、77打点、30盗塁、OPS.761を記録したが、オフの11月に右肩の手術を受けた。

## 選手としての特徴
打撃では独特なレッグキック打法から安打を量産し、守備では内野の全ポジションをこなせる。投手としては最速93mph（約149.7km/h）を計測している。また、2ストライクになると三振を防ぐためにレッグキック打法を封印し、すり足打法で打つ。

## 詳細情報

### 年度別打撃成績
| 年 度    | 球 団    | 試 合 | 打 席 | 打 数 | 得 点 | 安 打 | 二 塁 打 | 三 塁 打 | 本 塁 打 | 塁 打 | 打 点 | 盗 塁 | 盗 塁 死 | 犠 打 | 犠 飛 | 四 球 | 敬 遠 | 死 球 | 三 振 | 併 殺 打 | 打 率 | 出 塁 率 | 長 打 率 | O P S |
| -------- | -------- | ----- | ----- | ----- | ----- | ----- | -------- | -------- | -------- | ----- | ----- | ----- | -------- | ----- | ----- | ----- | ----- | ----- | ----- | -------- | ----- | -------- | -------- | ----- |
| 2023     | LAA      | 84    | 329   | 234   | 38    | 65    | 17       | 0        | 9        | 109   | 34    | 5     | 1        | 1     | 3     | 20    | 0     | 16    | 77    | 5        | .225  | .308     | .377     | .685  |
| 2024     | LAA      | 155   | 602   | 542   | 70    | 135   | 34       | 1        | 23       | 240   | 77    | 30    | 10       | 4     | 1     | 39    | 1     | 16    | 140   | 14       | .249  | .318     | .443     | .761  |
| MLB：2年 | MLB：2年 | 239   | 931   | 831   | 108   | 200   | 51       | 1        | 32       | 349   | 111   | 35    | 11       | 5     | 4     | 59    | 1     | 32    | 217   | 19       | .241  | .314     | .420     | .734  |

- 2024年度シーズン終了時

### 年度別守備成績
| 年 度 | 球 団 | 遊撃（SS） | 遊撃（SS） | 遊撃（SS） | 遊撃（SS） | 遊撃（SS） | 遊撃（SS） |
| 年 度 | 球 団 | 試 合      | 刺 殺      | 補 殺      | 失 策      | 併 殺      | 守 備 率   |
| ----- | ----- | ---------- | ---------- | ---------- | ---------- | ---------- | ---------- |
| 2023  | LAA   | 84         | 114        | 205        | 7          | 43         | .979       |
| 2024  | LAA   | 155        | 231        | 405        | 18         | 103        | .972       |
| MLB   | MLB   | 239        | 345        | 610        | 25         | 146        | .974       |

- 2024年度シーズン終了時

### 背番号
- 9（2023年 - ）